# Ruta Estatal de Nevada 342
La Ruta Estatal de Nevada 342, y abreviada SR 342 (en inglés: Nevada State Route 342) es una carretera estatal estadounidense ubicada en el estado de Nevada. La carretera inicia en el Sur desde la SR 341     en Silver City hacia el Norte en la SR 341     en Virginia City. La carretera tiene una longitud de 6,1 km (3.788 mi).

## Mantenimiento
Al igual que las autopistas interestatales, y las rutas federales y el resto de carreteras estatales, la Ruta Estatal de Nevada 342 es administrada y mantenida por el Departamento de Transporte de Nevada por sus siglas en inglés Nevada DOT.